# Abancourt (Nord)
Abancourt je francouzská obec v departementu Nord v regionu Hauts-de-France. V roce 2013 zde žilo 461 obyvatel.

## Poloha
Sousední obce jsou: Bantigny, Blécourt, Épinoy, Fressies, Hem-Lenglet a Sancourt.

## Vývoj počtu obyvatel
Počet obyvatel